# Rich Family's Son
Rich Family's Son (Hangul: 부잣집 아들; RR: Bujatjip Adeul), es una serie de televisión surcoreana transmitida del 25 de marzo del 2018 hasta el 7 de octubre del 2018, a través de la MBC TV.

## Sinopsis
La serie muestra que vale la pena vivir en este mundo siempre que tengas coraje y amor verdadero.
Lee Kwang-jae es un hombre rico e inmaduro que no tiene intenciones de trabajar para su padre, ya que no quiere estudiar nada relacionado con los negocios. Sin embargo cuando pronto hereda una gran cantidad de deudas, comienza a luchar por pagarlas y así salvar la reputación de su padre.
Mientras que Kim Young-ha, es una mujer intrépida, positiva y trabajadora, cuyos padres tienen un pequeño negocio. Young-ha apoya plenamente a Kwang-jae y juntos luchan por ganar dinero empezando desde lo más bajo, luchando por alcanzar sus sueños.

## Reparto

### Personajes principales
| Actor         | Personaje     | N.º de episodios | Notas |
| ------------- | ------------- | ---------------- | ----- |
| Kim Ji-hoon   | Lee Kwang-jae | 100              | [ 3 ] |
| Lee Kyu-han   | Nam Tae-il    | 100              |       |
| Kim Ju-hyeon  | Kim Young-ha  | 100              | [ 4 ] |
| Hong Soo-hyun | Kim Kyung-ha  | 100              | [ 5 ] |

### Personajes secundarios
| Actor           | Personaje      | N.º de episodios | Notas                                                      |
| --------------- | -------------- | ---------------- | ---------------------------------------------------------- |
| Jeong Bo-seok   | Kim Won-yong   | -                | Es el padre de Kim Young-ha, Kim Kyung-ha y Kim Myung-ha.  |
| Kim Young-ok    | Park Soon-ok   | -                | Es la abuela de Kim Young-ha, Kim Kyung-ha y Kim Myung-ha. |
| Yoon Yoo-sun    | Park Hyun-sook | -                | Es la madre de Kim Young-ha, Kim Kyung-ha y Kim Myung-ha.  |
| Jeon Soo-kyung  | Na Young-ae    | -                | Es la tía de Kim Young-ha, Kim Kyung-ha y Kim Myung-ha.    |
| Park Jae-jung   | Kim Jong-yong  | -                | Es el tío de Kim Young-ha, Kim Kyung-ha y Kim Myung-ha.    |
| Shim Eun-jin    | Myung-sun      | -                | Es la esposa de Kim Jong-yong.                             |
| Kim Min-kyu     | Kim Myung-ha   | -                | Es el hermano menor de Kim Young-ha y Kim Kyung-ha.        |
| Kang Nam-gil    | Lee Kye-dong   | -                | Es el padre de Lee Kwang-jae.                              |
| Woo Hyun        | Choi Hyo-dong  | -                | Es el socio de Lee Kye-dong.                               |
| Lee Seung-yeon  | Nam Soo-hee    | -                | Es la madre de Nam Tae-il.                                 |
| Yoon Chul-hyung | Nam Soo-hwan   | -                | Es el hermano mayor de Nam Soo-hee.                        |
| Lee Chang-yeob  | Choi Yong-yi   | -                | Es el vecino de Kim Young-ha.                              |
| Yang Hye-ji     | Choi Seo-hee   | -                | Es la hermana menor de Choi Yong-yi.                       |
| Park Soon-chun  | Bok-soon       | -                |                                                            |
| Go Yoon         | Park Hyun-bin  | -                | Es el jefe de Kim Kyung-ha.                                |
| Kim Byung-se    | Park Beom-joon | -                |                                                            |
| Mi Ram          | Kim Sun-young  | -                |                                                            |
| Elkie Chong     | Wang Mongmong  | -                | Es una estudiante transferida.                             |

### Otros personajes
| Actor            | Personaje | Episodios donde apareció | Notas                                                             |
| ---------------- | --------- | ------------------------ | ----------------------------------------------------------------- |
| Jang Ga-hyun     | -         | -                        |                                                                   |
| Kim Joo-ryung    | -         | -                        |                                                                   |
| Tak Woo-suk      | -         | -                        |                                                                   |
| Joey Albright    | -         | -                        | Es un cliente extranjero.                                         |
| Jung Hyun-seok   | -         | -                        | Es un médico en la ambulancia.                                    |
| Jun Jeong-il     | -         | -                        | Es un comprador de bienes raíces.                                 |
| Kim Sung-gang    | Wang Dalu | -                        |                                                                   |
| Lee Jae-wook     | -         | -                        | Es un prestamista.                                                |
| Han Tae-il       | "Grandpa" | -                        |                                                                   |
| Jung Dong-gyu    | -         | -                        | Es un manifestante de la inversión.                               |
| Seo Wang-seok    | -         | -                        | Es un prestamista.                                                |
| Choi Min-geum    | -         | -                        | Es una obstetra.                                                  |
| Moon Kyung-min   | -         | -                        | Es un hombre que asiste a la reunión de los compañeros de clases. |
| Sung Chan-ho     | -         | -                        | Es un hombre que asiste a la reunión de los compañeros de clases. |
| Lee Yoon-sang    | -         | -                        | Es un asistente al funeral.                                       |
| Kim So-ra        | -         | -                        | Es la novia de Lee Kwang-jae.                                     |
| Won Jong-rye     | -         | -                        | Es la madre de Park Hyun-bin.                                     |
| Lee Sol-gu       | -         | 64                       | Es un cliente borracho.                                           |
| Son Dong-hwa     | -         | 64                       | Es un amigo de Lee Kwang-jae.                                     |
| Hwang Sang-kyung | -         | 64                       | Es un amigo de Lee Kwang-jae.                                     |
| Choi Gyo-shik    | -         | 60                       | Es un hombre sentado en el banco del parque.                      |
| Geum Bo          | -         | 31                       | Es un invitado molesto.                                           |
| Oh Yoon-hong     | -         | 20                       | Es la esposa de Nam Soo-hwan.                                     |
| Choi Na-moo      | -         | -                        | Es una empleada del restaurante.                                  |
| Ju Min-chan      | -         | -                        | Es un vendedor de automóviles.                                    |
| Cho Seo-yun      | Yoon-ji   | -                        |                                                                   |
| Jun Eun-mi       | -         | -                        | Es una residente del vecindario.                                  |
| Jeon Heon-tae    | -         | 10                       | Es un hombre borracho.                                            |
| Yook Mi-ra       | -         | 5                        | Es una compradora chismosa.                                       |
| Jeon Jin-ki      | -         | 1                        | Es el jefe de Kim Won-yong.                                       |
| Lee Jin-sung     | -         | -                        |                                                                   |
| Jang Tae-min     | -         | -                        |                                                                   |
| Kim Oh-bok       | -         | -                        |                                                                   |
| Kwon Hyuk-soo    | -         | -                        |                                                                   |
| Lee Yong-jin     | -         | -                        |                                                                   |
| Choo Soo-bin     | -         | -                        |                                                                   |
| Kwak Na-yeon     | -         | -                        | Es una inversora.                                                 |
| Shin Young-kyu   | -         | -                        |                                                                   |

## Episodios
La serie está conformada por 100 episodios, los cuales fueron emitidos todos los domingos a las 20:45 (4 episodios por día) (KST).

### Raitings
Los números en color rojo indican las calificaciones más bajas, mientras que los números en azul indican las calificaciones más altas.
| Ep.      | Fecha de emisión         | Participación promedio de audiencia | Participación promedio de audiencia | Participación promedio de audiencia | Participación promedio de audiencia |
| Ep.      | Fecha de emisión         | TNmS Ratings                        | TNmS Ratings                        | AGB Nielsen                         | AGB Nielsen                         |
| Ep.      | Fecha de emisión         | Nacional                            | Seúl                                | Nacional                            | Seúl                                |
| -------- | ------------------------ | ----------------------------------- | ----------------------------------- | ----------------------------------- | ----------------------------------- |
| 1        | 25 de marzo de 2018      | 4.9% (NR)                           | 4.8%                                | 5.1% (NR)                           | 5.0% (NR)                           |
| 2        | 25 de marzo de 2018      | 12.6% (4.ª)                         | 12.4%                               | 12.0% (4.ª)                         | 11.8% (5.ª)                         |
| 3        | 25 de marzo de 2018      | 9.8% (10.ª)                         | 9.7%                                | 9.5% (12.ª)                         | 9.4% (12.ª)                         |
| 4        | 25 de marzo de 2018      | 10.2% (9.ª)                         | 9.9%                                | 10.5% (7.ª)                         | 10.2% (8.ª)                         |
| 5        | 1 de abril de 2018       | 4.4% (NR)                           | 4.2%                                | 4.3% (NR)                           | 4.5% (NR)                           |
| 6        | 1 de abril de 2018       | 11.6% (5.ª)                         | 11.3%                               | 11.2% (4.ª)                         | 11.4% (5.ª)                         |
| 7        | 1 de abril de 2018       | 8.9% (12.ª)                         | 8.3%                                | 9.9% (10.ª)                         | 10.4% (9.ª)                         |
| 8        | 1 de abril de 2018       | 9.3% (10.ª)                         | 8.6%                                | 10.5% (8.ª)                         | 11.4% (5.ª)                         |
| 9        | 8 de abril de 2018       | 2.8% (NR)                           | 2.5%                                | 3.1% (NR)                           | 3.3% (NR)                           |
| 10       | 8 de abril de 2018       | 11.2% (6.ª)                         | 11.1%                               | 10.5% (7.ª)                         | 10.6% (7.ª)                         |
| 11       | 8 de abril de 2018       | 9.4% (10.ª)                         | 9.3%                                | 9.1% (13.ª)                         | 9.0% (14.ª)                         |
| 12       | 8 de abril de 2018       | 9.2% (11.ª)                         | 9.0%                                | 9.5% (11.ª)                         | 9.3% (13.ª)                         |
| 13       | 15 de abril de 2018      | 3.7% (NR)                           | 3.6%                                | 3.9% (NR)                           | 3.8% (NR)                           |
| 14       | 15 de abril de 2018      | 10.2% (4.ª)                         | 10.0%                               | 10.1% (5.ª)                         | 9.9% (5.ª)                          |
| 15       | 15 de abril de 2018      | 9.1% (9.ª)                          | 8.9%                                | 9.0% (10.ª)                         | 8.8% (11.ª)                         |
| 16       | 15 de abril de 2018      | 9.5% (7.ª)                          | 9.3%                                | 9.9% (6.ª)                          | 9.7% (6.ª)                          |
| 17       | 22 de abril de 2018      | 5.2% (NR)                           | 5.1%                                | 4.0% (NR)                           | 3.9% (NR)                           |
| 18       | 22 de abril de 2018      | 10.7% (7.ª)                         | 10.6%                               | 10.1% (9.ª)                         | 10.0% (10.ª)                        |
| 19       | 22 de abril de 2018      | 8.9% (11.ª)                         | 8.8%                                | 8.7% (12.ª)                         | 8.7% (11.ª)                         |
| 20       | 22 de abril de 2018      | 8.7% (12.ª)                         | 8.5%                                | 8.6% (13.ª)                         | 8.4% (12.ª)                         |
| 21       | 29 de abril de 2018      | 6.0% (NR)                           | 5.8%                                | 5.7% (NR)                           | 5.5% (NR)                           |
| 22       | 29 de abril de 2018      | 8.7% (10.ª)                         | 8.0%                                | 8.1% (11.ª)                         | 7.5% (11.ª)                         |
| 23       | 29 de abril de 2018      | 7.4% (15.ª)                         | 7.2%                                | 7.3% (13.ª)                         | 7.1% (13.ª)                         |
| 24       | 29 de abril de 2018      | 8.2% (12.ª)                         | 7.7%                                | 7.9% (12.ª)                         | 7.4% (12.ª)                         |
| 25       | 6 de mayo de 2018        | 3.7% (NR)                           | 3.5%                                | 3.4% (NR)                           | 3.2% (NR)                           |
| 26       | 6 de mayo de 2018        | 8.8% (10.ª)                         | 8.4%                                | 7.9% (10.ª)                         | 7.6% (9.ª)                          |
| 27       | 6 de mayo de 2018        | 8.4% (12.ª)                         | 8.0%                                | 7.1% (13.ª)                         | 6.8% (13.ª)                         |
| 28       | 6 de mayo de 2018        | 8.2% (13.ª)                         | 7.8%                                | 7.6% (11.ª)                         | 7.4% (11.ª)                         |
| 29       | 13 de mayo de 2018       | 3.8% (NR)                           | 3.6%                                | 3.1% (NR)                           | 2.9% (NR)                           |
| 30       | 13 de mayo de 2018       | 10.4% (6.ª)                         | 10.1%                               | 9.4% (9.ª)                          | 9.2% (8.ª)                          |
| 31       | 13 de mayo de 2018       | 9.7% (10.ª)                         | 9.6%                                | 8.8% (12.ª)                         | 8.7% (12.ª)                         |
| 32       | 13 de mayo de 2018       | 10.0% (8.ª)                         | 9.9%                                | 9.2% (10.ª)                         | 9.2% (8.ª)                          |
| 33       | 20 de mayo de 2018       | 3.3% (NR)                           | 3.1%                                | 2.6% (NR)                           | 2.4% (NR)                           |
| 34       | 20 de mayo de 2018       | 9.8% (7.ª)                          | 9.3%                                | 8.4% (12.ª)                         | 8.0% (13.ª)                         |
| 35       | 20 de mayo de 2018       | 9.0% (12.ª)                         | 8.8%                                | 8.7% (9.ª)                          | 8.5% (10.ª)                         |
| 36       | 20 de mayo de 2018       | 9.4% (11.ª)                         | 9.1%                                | 8.5% (11.ª)                         | 8.2% (12.ª)                         |
| 37       | 27 de mayo de 2018       | 6.4% (16.ª)                         | 6.2%                                | 6.3% (17.ª)                         | 6.3% (18.ª)                         |
| 38       | 27 de mayo de 2018       | 8.7% (6.ª)                          | 8.6%                                | 8.5% (10.ª)                         | 8.4% (8.ª)                          |
| 39       | 27 de mayo de 2018       | 8.8% (5.ª)                          | 8.7%                                | 8.3% (11.ª)                         | 8.2% (11.ª)                         |
| 40       | 27 de mayo de 2018       | 7.6% (12.ª)                         | 7.5%                                | 9.2% (8.ª)                          | 9.1% (6.ª)                          |
| 41       | 3 de junio de 2018       | 4.4%                                | 4.1%                                | 4.2% (NR)                           | 4.0% (NR)                           |
| 42       | 3 de junio de 2018       | 10.7%                               | 10.2%                               | 9.1% (13.ª)                         | 8.5% (12.ª)                         |
| 43       | 3 de junio de 2018       | 10.6%                               | 10.1%                               | 9.2% (9.ª)                          | 8.8% (11.ª)                         |
| 44       | 3 de junio de 2018       | 10.5%                               | 9.9%                                | 9.5% (7.ª)                          | 9.0% (9.ª)                          |
| 45       | 10 de junio de 2018      | 5.6%                                | 5.3%                                | 5.4% (NR)                           | N/A                                 |
| 46       | 10 de junio de 2018      | 10.0%                               | 9.9%                                | 10.1% (8.ª)                         | 10.0% (9.ª)                         |
| 47       | 10 de junio de 2018      | 9.8%                                | 9.4%                                | 10.0% (9.ª)                         | 9.6% (11.ª)                         |
| 48       | 10 de junio de 2018      | 9.8%                                | 9.6%                                | 10.3% (7.ª)                         | 10.5% (6.ª)                         |
| 49       | 17 de junio de 2018      | 3.1%                                | 2.8%                                | 2.9% (NR)                           | 2.7% (NR)                           |
| 50       | 17 de junio de 2018      | 10.0%                               | 9.5%                                | 9.8% (6.ª)                          | 9.3% (7.ª)                          |
| 51       | 17 de junio de 2018      | 10.2%                               | 9.7%                                | 9.0% (9.ª)                          | 8.5% (11.ª)                         |
| 52       | 17 de junio de 2018      | 11.2%                               | 10.8%                               | 9.9% (5.ª)                          | 9.4% (5.ª)                          |
| 53       | 1 de julio de 2018       | 8.8%                                | 8.6%                                | 8.3% (13.ª)                         | 8.1% (15.ª)                         |
| 54       | 1 de julio de 2018       | 10.3%                               | 10.0%                               | 9.7% (10.ª)                         | 9.4% (12.ª)                         |
| 55       | 8 de julio de 2018       | 3.6%                                | 3.3%                                | 3.2% (NR)                           | 2.9% (NR)                           |
| 56       | 8 de julio de 2018       | 10.1%                               | 9.6%                                | 10.0% (7.ª)                         | 9.5% (7.ª)                          |
| 57       | 8 de julio de 2018       | 9.9%                                | 8.4%                                | 8.5% (12.ª)                         | 8.0% (13.ª)                         |
| 58       | 8 de julio de 2018       | 10.5%                               | 10.1%                               | 9.6% (8.ª)                          | 9.2% (9.ª)                          |
| 59       | 15 de julio de 2018      | 3.2%                                | 3.0%                                | 2.8% (NR)                           | 2.6% (NR)                           |
| 60       | 15 de julio de 2018      | 9.0%                                | 8.3%                                | 8.7% (11.ª)                         | 8.0% (13.ª)                         |
| 61       | 15 de julio de 2018      | 8.8%                                | 7.9%                                | 8.0% (14.ª)                         | 7.2% (15.ª)                         |
| 62       | 15 de julio de 2018      | 10.2%                               | 9.5%                                | 9.5% (8.ª)                          | 8.8% (12.ª)                         |
| 63       | 22 de julio de 2018      | 3.4%                                | 3.3%                                | 3.1% (NR)                           | 2.9% (NR)                           |
| 64       | 22 de julio de 2018      | 9.9%                                | 9.4%                                | 9.1% (11.ª)                         | 8.7% (11.ª)                         |
| 65       | 22 de julio de 2018      | 9.3%                                | 9.0%                                | 8.8% (12.ª)                         | 8.5% (12.ª)                         |
| 66       | 22 de julio de 2018      | 10.1%                               | 9.8%                                | 9.7% (8.ª)                          | 9.4% (10.ª)                         |
| 67       | 29 de julio de 2018      | 3.8%                                | 3.5%                                | 3.4% (NR)                           | 3.1% (NR)                           |
| 68       | 29 de julio de 2018      | 10.3%                               | 10.0%                               | 9.5% (9.ª)                          | 9.2% (11.ª)                         |
| 69       | 29 de julio de 2018      | 9.7%                                | 9.6%                                | 9.1% (10.ª)                         | 9.1% (12.ª)                         |
| 70       | 29 de julio de 2018      | 10.5%                               | 10.4%                               | 10.3% (6.ª)                         | 10.3% (7.ª)                         |
| 71       | 5 de agosto de 2018      | 3.6%                                | 3.1%                                | 3.2% (NR)                           | 2.8% (NR)                           |
| 72       | 5 de agosto de 2018      | 9.4%                                | 8.8%                                | 8.6% (9.ª)                          | 8.0% (12.ª)                         |
| 73       | 5 de agosto de 2018      | 9.3%                                | 8.7%                                | 8.5% (11.ª)                         | 7.9% (13.ª)                         |
| 74       | 5 de agosto de 2018      | 9.3%                                | 8.6%                                | 9.2% (8.ª)                          | 8.5% (10.ª)                         |
| 75       | 12 de agosto de 2018     | 1.9%                                | 1.4%                                | 2.3% (NR)                           | 1.8% (NR)                           |
| 76       | 12 de agosto de 2018     | 9.3%                                | 8.7%                                | 9.8% (8.ª)                          | 9.3% (9.ª)                          |
| 77       | 12 de agosto de 2018     | 8.8%                                | 8.2%                                | 9.4% (10.ª)                         | 8.9% (11.ª)                         |
| 78       | 12 de agosto de 2018     | 9.7%                                | 9.3%                                | 10.4% (6.ª)                         | 10.1% (7.ª)                         |
| 79       | 26 de agosto de 2018     | 9.1%                                | 9.0%                                | 9.5% (5.ª)                          | 9.6% (5.ª)                          |
| 80       | 26 de agosto de 2018     | 10.3%                               | 9.9%                                | 10.8% (3.ª)                         | 10.4% (4.ª)                         |
| 81       | 9 de septiembre de 2018  | N/A                                 | N/A                                 | 2.8% (NR)                           | N/A                                 |
| 82       | 9 de septiembre de 2018  | 10.5%                               | N/A                                 | 9.1% (9.ª)                          | 8.2% (12.ª)                         |
| 83       | 9 de septiembre de 2018  | 9.4%                                | N/A                                 | 8.8% (11.ª)                         | 8.0% (13.ª)                         |
| 84       | 9 de septiembre de 2018  | 10.3%                               | N/A                                 | 10.0% (7.ª)                         | 9.2% (7.ª)                          |
| 85       | 16 de septiembre de 2018 |                                     | N/A                                 | 5.1% (NR)                           | N/A                                 |
| 86       | 16 de septiembre de 2018 |                                     | N/A                                 | 8.8% (11.ª)                         | 7.7% (16.ª)                         |
| 87       | 16 de septiembre de 2018 |                                     | N/A                                 | 8.6% (13.ª)                         | 7.6% (17.ª)                         |
| 88       | 16 de septiembre de 2018 |                                     | N/A                                 | 9.9% (9.ª)                          | 8.9% (11.ª)                         |
| 89       | 23 de septiembre de 2018 |                                     | N/A                                 | 4.4% (NR)                           | N/A                                 |
| 90       | 23 de septiembre de 2018 |                                     | N/A                                 | 9.0% (8.ª)                          | 9.0% (8.ª)                          |
| 91       | 23 de septiembre de 2018 |                                     | N/A                                 | 8.6% (9.ª)                          | 8.6% (9.ª)                          |
| 92       | 23 de septiembre de 2018 |                                     | N/A                                 | 9.1% (7.ª)                          | 9.1% (7.ª)                          |
| 93       | 30 de septiembre de 2018 |                                     | N/A                                 |                                     |                                     |
| 94       | 30 de septiembre de 2018 |                                     | N/A                                 |                                     |                                     |
| 95       | 30 de septiembre de 2018 |                                     | N/A                                 |                                     |                                     |
| 96       | 30 de septiembre de 2018 |                                     | N/A                                 |                                     |                                     |
| 97       | 7 de octubre de 2018     |                                     | N/A                                 |                                     |                                     |
| 98       | 7 de octubre de 2018     |                                     | N/A                                 |                                     |                                     |
| 99       | 7 de octubre de 2018     |                                     | N/A                                 |                                     |                                     |
| 100      | 7 de octubre de 2018     |                                     | N/A                                 |                                     |                                     |
| Promedio | Promedio                 | %                                   | %                                   | %                                   | %                                   |

## Música
El OST de la serie está conformado por las siguientes canciones:

### Parte 1
| N.º | Intérprete           | Canción                                  | Letra | Música | Duración |
| --- | -------------------- | ---------------------------------------- | ----- | ------ | -------- |
| 1   | Joo Hyun-mi (주현미) | "Calling Out To You" (그대를 불러봅니다) | -     | -      | -        |
| 2   |                      | "Calling Out To You" (Acústica)          | -     | -      | -        |
| 3   |                      | "Calling Out To You" (Inst.)             | -     | -      | -        |
| 4   |                      | "Calling Out To You" (Acústica Inst.)    | -     | -      | -        |

### Parte 2
| N.º | Intérpretes | Canción                 | Letra | Música | Duración |
| --- | ----------- | ----------------------- | ----- | ------ | -------- |
| 1   | CAN (캔)    | "Oppa Go Go" (오빠간다) | -     | -      | -        |
| 2   |             | "Oppa Go Go" (Inst.)    | -     | -      | -        |

### Parte 3
| N.º | Intérprete    | Canción                    | Letra | Música | Duración |
| --- | ------------- | -------------------------- | ----- | ------ | -------- |
| 1   | Jo-eun (조은) | "Do You Know" (알고있나요) | -     | -      | -        |
| 2   |               | "Do You Know" (Inst.)      | -     | -      | -        |

### Parte 4
| N.º | Intérprete           | Canción                                    | Letra | Música | Duración |
| --- | -------------------- | ------------------------------------------ | ----- | ------ | -------- |
| 1   | Bae Ki-sung (de CAN) | "Because I Wasn't Loved" (사랑받지 못해서) | -     | -      | -        |
| 2   |                      | "Because I Wasn't Loved" (Inst.)           | -     | -      | -        |

### Parte 5
| N.º | Intérprete           | Canción              | Letra | Música | Duración |
| --- | -------------------- | -------------------- | ----- | ------ | -------- |
| 1   | Ahn Se-kwon (안세권) | "Pure Love" (순애보) | -     | -      | -        |
| 2   |                      | "Pure Love" (Inst.)  | -     | -      | -        |

### Parte 6
| N.º | Intérprete         | Canción            | Letra | Música | Duración |
| --- | ------------------ | ------------------ | ----- | ------ | -------- |
| 1   | Joo Won-tak (원탁) | "Treasure"         | -     | -      | -        |
| 2   |                    | "Treasure" (Inst.) | -     | -      | -        |

### Parte 7
| N.º | Intérprete                | Canción                         | Letra | Música | Duración |
| --- | ------------------------- | ------------------------------- | ----- | ------ | -------- |
| 1   | Park Ji-yong (de Honey G) | "It Really Hurts" (너무 아프다) | -     | -      | -        |
| 2   |                           | "It Really Hurts" (Inst.)       | -     | -      | -        |

### Parte 8
| N.º | Intérprete          | Canción                                 | Letra | Música | Duración |
| --- | ------------------- | --------------------------------------- | ----- | ------ | -------- |
| 1   | Park Da-ye (박다예) | "Once or Twice a Year" (일년에 한 두번) | -     | -      | -        |
| 2   |                     | "Once or Twice a Year" (Inst.)          | -     | -      | -        |

### Parte 9
| N.º | Intérprete | Canción                                                 | Letra | Música | Duración |
| --- | ---------- | ------------------------------------------------------- | ----- | ------ | -------- |
| 1   | Hee        | "Do You Know How I Feel?" (내 맘을 알까요)              | -     | -      | -        |
| 2   |            | "Do You Know How I Feel?" (versión en guitarra)         | -     | -      | -        |
| 3   |            | "Do You Know How I Feel?" (Inst.)                       | -     | -      | -        |
| 4   |            | "Do You Know How I Feel?" (versión en guitarra) (Inst.) | -     | -      | -        |

### Parte 10
| N.º | Intérprete     | Canción                                                    | Letra | Música | Duración |
| --- | -------------- | ---------------------------------------------------------- | ----- | ------ | -------- |
| 1   | Bum-jin (범진) | "The Thing Called Love" (사랑이란건)                       | -     | -      | -        |
| 2   |                | "The Thing Called Love" (versión en piano y chelo)         | -     | -      | -        |
| 3   |                | "The Thing Called Love" (Inst.)                            | -     | -      | -        |
| 4   |                | "The Thing Called Love" (versión en piano y chelo) (Inst.) | -     | -      | -        |

### Parte 11
| N.º | Intérpretes  | Canción                                         | Letra | Música | Duración |
| --- | ------------ | ----------------------------------------------- | ----- | ------ | -------- |
| 1   | 14U (원포유) | "Pit-a-Pat Thump Thump Thump" (두근두근 쿵쿵쿵) | -     | -      | -        |
| 2   |              | "Pit-a-Pat Thump Thump Thump" (Inst.)           | -     | -      | -        |

### Parte 12
| N.º | Intérprete            | Canción        | Letra | Música | Duración |
| --- | --------------------- | -------------- | ----- | ------ | -------- |
| 1   | Im Sang-hyun (임상현) | "Road" (길)    | -     | -      | -        |
| 2   |                       | "Road" (Inst.) | -     | -      | -        |

## Premios y nominaciones
| Año  | Categoría                                     | Premios              | Nominado (a)   | Resultado |
| ---- | --------------------------------------------- | -------------------- | -------------- | --------- |
| 2018 | Top Excellence Award, Actor in a Soap Opera   | 2018 MBC Drama Award | Kim Ji-hoon    | Nominado  |
| 2018 | Top Excellence Award, Actor in a Soap Opera   | 2018 MBC Drama Award | Jeong Bo-seok  | Nominado  |
| 2018 | Top Excellence Award, Actress in a Soap Opera | 2018 MBC Drama Award | Kim Ju-hyeon   | Nominado  |
| 2018 | Top Excellence Award, Actress in a Soap Opera | 2018 MBC Drama Award | Hong Soo-hyun  | Nominado  |
| 2018 | Excellence Award, Actor in a Serial Drama     | 2018 MBC Drama Award | Lee Kyu-han    | Ganó      |
| 2018 | Excellence Award, Actress in a Soap Opera     | 2018 MBC Drama Award | Yoon Yoo-sun   | Nominado  |
| 2018 | Best Supporting Cast in Soap Opera            | 2018 MBC Drama Award | Lee Seung-yeon | Nominada  |
| 2018 | Best Supporting Cast in Soap Opera            | 2018 MBC Drama Award | Kang Nam-gil   | Nominado  |
| 2018 | Mejor actor revelación                        | 2018 MBC Drama Award | Kim Min-kyu    | Nominado  |
| 2018 | Excellence Award, Actor in a Serial Drama     | 6th APAN Star Award  | Kim Ji-hoon    | Nominado  |

## Producción
La serie también es conocida como "The Rich Son" y/o "Wealthy Son".
Fue dirigida por Choi Chang-wook (최창욱), quien contó con el apoyo de la guionista Kim Jung-soo (김정수). Mientras que la producción ejecutiva estuvo a cargo de Lee Kwan-hee.
La serie contó con el apoyo de la compañía de producción "Lee Kwan-hee Production" (LKH Productions).